# リスボン市長
リスボン市長（ポルトガル語：presidentes da Câmara Municipal de Lisboa）は、ポルトガルの首都であるリスボンの首長である。
| 代数 | 氏名 | 就任           | 退任           | 政党            |
| 初   | ブラス・ダ・コスタ・リマ                                                                                   | 1822年12月13日 | 1823年6月10日  |                 |
| 2    | ペドロ・デ・メロ・ダ・クーニャ・デ・メンドーサ・イ・メネジス                                               | 1823年11月10日 | 1833年7月26日  |                 |
| 3    | アントニオ・デ・サルダーニャ・ダ・ガマ                                                                     | 1833年7月26日  | 1834年3月25日  |                 |
| 4    | フランシスコ・アントニオ・カンポス                                                                         | 1834年3月25日  | 1834年12月31日 |                 |
| 5    | アンセルモ・ジョゼ・ブラアムカンプ・デ・アルメイダ・カステロ・ブランコ                                     | 1834年12月31日 | 1836年3月6日   |                 |
| 6    | ジョゼ・アウグスト・ブラアムカンプ・デ・アルメイダ・カステロ・ブランコ                                     | 1837年3月2日   | 1838年1月2日   |                 |
| 7    | アントニオ・デ・ソウサ・サルガード                                                                         | 1838年1月2日   | 1838年10月29日 |                 |
| 8    | ジョゼ・イナシオ・デ・アンドラーデ                                                                         | 1838年10月29日 | 1839年1月1日   |                 |
| 9    | イルデフォンソ・フェルナンデス・ダ・クーニャ                                                               | 1839年1月1日   | 1840年1月1日   |                 |
| 10   | ルイス・フランシスコ・ソアレス・デ・メロ・ダ・シルヴァ・デ・ブレイネル・デ・ソウサ・タヴァレス・イ・モウラ | 1840年         | 1840年         |                 |
| 11   | ジョゼ・ロウレンソ・ダ・ルス・ゴメス                                                                       | 1840年         | 1843年         |                 |
| 12   | ジョアキム・コスタ・バンデイラ                                                                             | 1843年         | 1846年         |                 |
| 13   | ルイス・マヌエル・デ・モウラ・カブラル                                                                     | 1846年         | 1846年         |                 |
|      | ジョアキン・コスタ・バンデイラ                                                                             | 1846年         | 1847年         |                 |
| 14   | ゴンサロ・ジョゼ・ヴァス・デ・カルヴァーリョ                                                               | 1847年11月     | 1849年1月      |                 |
| 15   | ヌーノ・ジョゼ・ペレイラ・バストス                                                                         | 1850年         | 1852年         |                 |
| 16   | アルベルト・アントニオ・デ・モライス・カルヴァーリョ                                                       | 1852年         | 1854年         |                 |
| 17   | マヌエル・サルスティアーノ・ダマスセノ・モンテイロ                                                         | 1854年         | 1858年         |                 |
| 18   | ジュリオ・マクシモ・デ・オリヴェイラ・ピメンテル                                                           | 1858年         | 1858年         |                 |
| 19   | ジョアン・マリア・デ・サルダーニャ・オリヴェイラ・イ・ソウサ                                               | 1858年         | 1859年         |                 |
|      | ジュリオ・マクシモ・デ・オリヴェイラ・ピメンテル                                                           | 1859年         | 1860年         |                 |
| 20   | アントニオ・エステヴェス・カルヴァーリョ                                                                   | 1860年         | 1864年         |                 |
| 21   | マヌエル・ジョアキム・デ・アルメイダ                                                                       | 1864年         | 1866年         |                 |
| 22   | アントニオ・デ・メロ・ブレイネル・テレス・ダ・シルヴァ                                                     | 1866年1月2日   | 1868年3月5日   |                 |
| 23   | ルイス・デ・カルヴァーリョ・ダウン・イ・ロレーナ                                                           | 1868年3月5日   | 1870年1月2日   |                 |
| 24   | アントニオ・ジョゼ・デ・サルダーニャ・オリヴェイラ・イ・ソウサ                                             | 1870年         | 1872年         |                 |
| 25   | フランシスコ・マヌエル・デ・メンドンサ                                                                     | 1872年         | 1876年         |                 |
| 26   | ルイス・デ・アルメイダ・イ・アルブケルケ                                                                   | 1876年         | 1877年         |                 |
| 27   | アントニオ・ジョゼ・デ・サルダーニャ・オリヴェイラ・イ・ソウサ                                             | 1877年         | 1877年         |                 |
|      | ルイス・デ・カルヴァーリョ・ダウン・イ・ロレーナ                                                           | 1877年         | 1878年         |                 |
| 28   | ジョゼ・エリアス・ガルシア                                                                                 | 1878年1月2日   | 1878年8月18日  |                 |
| 29   | ジョゼ・グレゴリオ・ダ・ローサ・アラウジョ                                                                 | 1878年8月18日  | 1886年1月2日   |                 |
| 30   | フェルナンド・ペレイラ・パリャ・デ・オソリオ・カブラル                                                     | 1886年1月2日   | 1890年3月10日  |                 |
| 31   | フランシスコ・シモンイス・マルジョチ                                                                       | 1890年3月11日  | 1890年11月5日  |                 |
| 32   | ペドロ・ジョアン・デ・モライス・サルメント                                                                 | 1890年11月5日  | 1891年8月8日   |                 |
| 33   | マヌエル・サルメント・オットリーニ                                                                         |                |                |                 |
|      | マヌエル・サルメント・オットリーニ                                                                         | 1891年8月10日  | 1894年1月2日   |                 |
| 34   | ペドロ・アウグスト・フランコ                                                                               | 1894年1月2日   | 1897年2月15日  |                 |
| 35   | ゾフィモ・コンシリエリ・ペドロゾ・ダ・シルヴァ                                                             | 1897年2月15日  | 1899年1月1日   |                 |
| 36   | ペドロ・アウグスト・フランコ                                                                               | 1899年1月1日   | 1901年9月11日  |                 |
| 37   | アントニオ・ジョゼ・デ・アヴィラ                                                                           | 1901年         | 1903年         |                 |
| 38   | アントニオ・デ・アゼヴェード・カステロ・ブランコ                                                           | 1904年         | 1906年         |                 |
| 39   | テオドロ・フェレイラ・ピント・バスト                                                                       | 1907年1月3日   | 1907年6月8日   |                 |
| 40   | ジョゼ・アドルフォ・デ・メロ・イ・ソウサ                                                                   | 1907年6月8日   | 1908年2月17日  |                 |
| 41   | アンセルモ・ブラアムカンプ・フレイレ                                                                       | 1908年         | 1913年         |                 |
| 42   | アントニオ・ハビエル・コレイラ・バレット                                                                   | 1913年         | 1914年         |                 |
| 43   | ジョアン・カンターニョ・デ・メネゼス                                                                       | 1914年         | 1915年         |                 |
| 44   | エンリケ・ジャルディム・デ・ヴィリェーナ                                                                   | 1915年         | 1915年         |                 |
| 45   | ジョアン・カルロス・アルベルト・ダ・コスタ・ゴメス                                                         | 1915年         | 1917年         |                 |
| 46   | アルフレド・ロドリゲス・ガスパル                                                                           | 1918年         | 1918年         |                 |
| 47   | ジョゼ・カルロス・ダ・マイア                                                                               | 1918年         | 1918年         |                 |
| 48   | ゼフェリノ・カンディド・ファルコン・パシェコ                                                               | 1918年         | 1918年         |                 |
| 49   | アルベルト・フェレイラ・ヴィダル                                                                           | 1918年         | 1919年         |                 |
| 50   | ジョゼ・タヴァレス・デ・アラウジョ・イ・カストロ                                                           | 1919年         | 1919年         |                 |
| 51   | アゴスティーニョ・イナシオ・ダ・コンセイソン・エストレラ                                                   | 1920年         | 1923年         |                 |
| 52   | アルバーノ・アウグスト・デ・ポルトゥガル・ドゥラン                                                         | 1923年         | 1925年         |                 |
| 53   | ジョアン・カンタノ・デ・メネゼス                                                                           | 1926年         | 1926年         |                 |
| 54   | ジョゼ・ヴィセンテ・デ・フレイタス                                                                         | 1926年         | 1933年         |                 |
| 55   | アドリアーノ・ダ・コスタ・マセド                                                                           | 1933年         | 1934年         |                 |
| 56   | エンリケ・リニャレス・デ・リマ                                                                             | 1934年         | 1935年         |                 |
| 57   | ダニエル・ロドリゲス・デ・ソウサ                                                                           | 1935年         | 1937年         |                 |
| 58   | ドゥアルテ・パシェコ                                                                                       | 1938年         | 1943年         |                 |
| 59   | エドゥアルド・ロドリゲス・デ・カルヴァーリョ                                                               | 1938年         | 1944年         |                 |
| 60   | アルヴァロ・サルヴァサン・バレット                                                                         | 1944年         | 1959年         |                 |
| 61   | ヴィトリノ・ダ・フランサ・ボルジェス                                                                       | 1959年         | 1970年         |                 |
| 62   | フェルナンド・アウグスト・サントス・イ・カストロ                                                           | 1970年         | 1972年         |                 |
| 63   | アントニオ・ジョルジェ・ダ・シルヴァ・セバスティアン                                                       | 1972年         | 1974年         |                 |
| 64   | ジョアン・アントニオ・ロペス・ダ・コンセイソン                                                             | 1974年         | 1974年         |                 |
| 65   | ジョアキム・カルデイラ・ロドリゲス                                                                         | 1974年         | 1975年         |                 |
| 66   | リノ・ジョゼ・ゴイス・フェレイラ                                                                           | 1975年12月18日 | 1976年12月30日 |                 |
| 67   | アキリノ・リベイロ・マシャド                                                                               | 1977年1月4日   | 1980年1月8日   | 社会党          |
| 68   | ヌーノ・クルス・アベカシス                                                                                 | 1980年1月8日   | 1990年11月22日 | CDS /社会民主党 |
| 69   | ジョルジェ・サンパイオ                                                                                     | 1990年11月22日 | 1995年11月15日 | 社会党          |
| 70   | ジョアン・バローゾ・ソアレス                                                                               | 1995年11月15日 | 2002年1月6日   | 社会党          |
| 71   | サンタナ・ロペス                                                                                           | 2002年1月6日   | 2004年7月17日  | 社会民主党/ PPM |
| 72   | カルモナ・ロドリゲス                                                                                       | 2004年7月17日  | 2005年3月15日  | 社会民主党      |
| 73   | サンタナ・ロペス                                                                                           | 2005年3月15日  | 2005年10月28日 | 社会民主党/ PPM |
| 74   | カルモナ・ロドリゲス                                                                                       | 2005年10月28日 | 2007年5月17日  | 社会民主党      |
| 75   | マリナ・フェレイラ                                                                                         | 2007年5月18日  | 2007年8月1日   | 社会民主党      |
| 76   | アントニオ・コスタ                                                                                         | 2007年8月1日   | 2015年4月6日   | 社会党          |
| 77   | フェルナンド・メディーナ                                                                                   | 2015年4月6日   | 現職           | 社会党          |

## 参考
- “Lisbon 2007-07-01 Elections  announcement”.   Público (journal). 2008年3月13日閲覧。[リンク切れ]
- “Lisbon Pre-2007-07-01 Elections chronology”. 2008年3月13日閲覧。